# Чемпионат СССР по баскетболу среди мужчин 1974/1975
Чемпионат СССР по баскетболу среди мужчин 1974/1975  — XLII чемпионат СССР по баскетболу среди мужчин, проходивший с октября 1974 года по апрель 1975 года. 

## Участники
В Высшей лиге чемпионата СССР по баскетболу среди мужчин в сезоне 1974/1975 года принимали участие 10 команд: московские ЦСКА и «Динамо», ленинградский «Спартак», киевский «Строитель», тартуский «Калев», тбилисское «Динамо», минский РТИ, каунасский «Жальгирис», вильнюсская  «Статиба» и свердловский «Уралмаш».

## Составы команд
ЦСКА (Москва) Р.Абельянов, С.Белов, В.Викторов, В.Гомельский, Н.Дьяченко, И.Едешко, С.Ерёмин, А.Жармухамедов, Е.Коваленко, Н.Ковыркин, В.Милосердов, В.Петраков, А.Сальников, С.Ястребов. Тренер – Артур Стародубцев*, Александр Гомельский.
Спартак (Ленинград) В.Арзамасков, А.Белов, А.Большаков, В.Бородин, В.Братанчук, А.Гансон, Л.Иванов, С.Кузнецов, А.Макеев, Ю.Павлов, М.Силантьев, В.Фёдоров, Ю.Штукин, В.Яковлев. Тренер – Владимир Кондрашин.
Строитель (Киев) С.Заброда, Ю.Зазимко, А.Здрак, В.Землянухин, С.Коваленко, П.Лушненко, В.Мартынов, Н.Погуляй, Р.Рыжик, С.Савченко, В.Смольяков, В.Ткаченко. Тренер – Вадим Гладун.
Динамо (Москва) А.Авраамов, А.Бахирев, А.Блик, А.Болошев, А.Гончаров, В.Жигилий, А.Левиков, Ан.Попков, А.Сидякин, В.Соколов, А.Сологуб, В.Федоринов, Н.Фесенко, А.Харченков. Тренер – Евгений Алексеев.
Калев (Тарту) Р.Абельянов*, А.Бросман, К.Ильвес, Х.Койк, П.Кокк, В.Кофанов, А.Крикун, В.Крылатов, Т.Лаур, Я.Лентсиус, Я.Липсо, А.Морозов, Р.Покла, Л.Ребане, Я.Салуметс, А.Таммисте, М.Тикс, В.Тилгор, П.Томсон, В.Филатов. Тренер – Аугуст Сокк.
Динамо (Тбилиси) Г.Бичиашвили, Б.Болквадзе, Л.Гулдедава, Н.Дерюгин, В.Джгереная, Ю.Дзидзигури, З.Карабаки, М.Коркия, Н.Коркия, Д.Магалтадзе, И.Нариманидзе, Т.Пицхелаури, Ю.Пулавский, З.Саканделидзе, Т.Чихладзе, Л.Чхиквадзе. Тренер – Леван Мосешвили.
РТИ (Минск) П.Беликов, В.Гузик, А.Жедь, Е.Ковалёв, В.Кравченко, Е.Кравченко, Н.Красницкий, В.Крисевич, А.Ладутько, Ал.Попков, А.Радюк, С.Стаскевич, Г.Титков, К.Шереверя, А.Шукшин. Тренер – Иван Панин.
Жальгирис (Каунас) М.Арлаускас, Р.Вензбергас, А.Желнис, Л.Жукайтис, А.Жукаускас, С.Йовайша, Д.Ласкис, А.Линкявичус, В.Масальскис, В.Палёнис, С.Паткаускас, М.Паулаускас, А.Шидлаускас, Й.Юркшайтис. Тренер – Витаутас Бимба.
Статиба (Вильнюс) В.Базилевский, В.Балтушка, С.Будвидис, Э.Герве, Р.Гирскис, Й.Казлаускас, Э.Кайрис, М.Карнишовас, Э.Лукаускас, О.Моисеенко, Э.Нармонтас, С.Начис, А.Павилонис, А.Повилонас, В.Таролис, В.Чяпас, Р.Эндрияйтис. Тренер – Антанас Паулаускас.
Уралмаш (Свердловск) В.Азаров, В.Гаврилов, С.Жолудев, В.Иванов, А.Ковалёв, А.Концевой, В.Коростелёв, И.Мишаков, А.Мышкин, А.Патрушев, Е.Пученкин, В.Рогов, Ю.Серенков, К.Смирнов, Е.Сулакотко, А.Тараканов, С.Терентьев. Тренер – Александр Кандель.
```
* - покинул команду в ходе сезона.
```

## Турнирная таблица
| Место                                        | Команда              | Игры | Поб | Пор | Забито | Пропущено | +/-  | Очки |
| -------------------------------------------- | -------------------- | ---- | --- | --- | ------ | --------- | ---- | ---- |
| 1                                            | Спартак (Ленинград)  | 36   | 31  | 5   | 2995   | 2527      | +468 | 67   |
| 2                                            | ЦСКА (Москва)        | 36   | 29  | 7   | 3501   | 2926      | +575 | 65   |
| 3                                            | Динамо (Москва)      | 36   | 26  | 10  | 3059   | 2861      | +198 | 62   |
| 4                                            | Динамо (Тбилиси)     | 36   | 21  | 15  | 3033   | 2984      | +49  | 57   |
| 5                                            | Жальгирис (Каунас)   | 36   | 19  | 17  | 3048   | 3092      | −44  | 55   |
| 6                                            | Калев (Тарту)        | 36   | 16  | 20  | 2881   | 2930      | −49  | 52   |
| 7                                            | Строитель (Киев)     | 36   | 15  | 21  | 3040   | 3035      | +5   | 51   |
| 8                                            | РТИ (Минск)          | 36   | 10  | 26  | 2954   | 3216      | −262 | 46   |
| 9                                            | Статиба (Вильнюс)    | 36   | 9   | 27  | 2802   | 3178      | −376 | 45   |
| 10                                           | Уралмаш (Свердловск) | 36   | 4   | 32  | 2884   | 3448      | −564 | 40   |
| Данные на 01 апреля 1975 Итоговое положение. |                      |      |     |     |        |           |      |      |

## Первая лига
| Место | Команда                        | Примечание          |
| 1     | СКА (Рига)                     | Вышел в высшую лигу |
| 2     | СКИФ (Ереван)                  | Вышел в высшую лигу |
| 3     | СКА (Киев)                     |                     |
| 4     | ВЭФ (Рига)                     |                     |
| 5     | Строитель (Краснодар)          |                     |
| 6     | Локомотив (Алма-Ата)           |                     |
| 7     | Университет (Ташкент)          |                     |
| 8     | Зенит (Москва)                 |                     |
| 9     | СКА (Ленинград)                |                     |
| 10    | Политехник (Кишинёв)           |                     |
| 11    | Спартак (Николаев)             |                     |
| 12    | Политехник (Фрунзе)            |                     |
| 13    | АзИНХ (Баку)                   |                     |
| 14    | Строитель (Московская область) |                     |
| 15    | Красный котельщик (Таганрог)   |                     |
| 16    | Авангард (Донецк)              |                     |
| 17    | Строитель (Харьков)            |                     |
| 18    | Динамо (Душанбе)               |                     |
| 19-21 | Эхитая (Таллин)                |                     |
| 19-21 | ГПИ (Тбилиси)                  |                     |
| 19-21 | Захмет (Ашхабад)               |                     |
| ----- | ------------------------------ | ------------------- |